# Dan Olaru
Dan Olaru (* 11. November 1996 in Chișinău) ist ein moldauischer Bogenschütze, der mit dem Recurvebogen schießt.

## Werdegang
Dan Olaru nahm bereits mit 15 Jahren an den Olympischen Sommerspielen 2012 in London teil. Dort erreichte er das Achtelfinale im Einzelwettkampf und belegte am Ende den 9. Platz. Bei den Hallenweltmeisterschaften 2016 gewann er im Junioren-Einzel die Silbermedaille. Im gleichen Jahr wurde er im Mixed mit Alexandra Mîrca Europameister in Nottingham. Es folgten zwei Silbermedaillen im Einzel. Zunächst bei den Halleneuropameisterschaften 2017 und anschließend bei den Europameisterschaften 2018. In der Folgezeit nahm er an den Olympischen Sommerspielen 2020 und 2024 teil, ehe er bei den Halleneuropameisterschaften 2025 mit Mannschaftsbronze eine weitere Medaille gewann.
Olaru war bei allen seinen Olympiateilnahmen Fahnenträger der moldawischen Mannschaft.